# آیووا (لوبوسکی)
آیووا (به لاتین: Iłowa) یک شهر و گمینا در لهستان است که در گمینا ایوووا واقع شده‌است. آیووا ۹٫۱۱ کیلومتر مربع مساحت و ۳٬۹۷۵ نفر جمعیت دارد و ۱۲۵ متر بالاتر از سطح دریا واقع شده‌است.